# جهينة نعيم
جهينة نعيم ممثلة ومؤدية صوت سورية.

## عن حياتها
شاركت في العديد من الأعمال التلفزيونية وفي مجال دوبلاج الرسوم المتحركة مع مركز الزهرة.

## أعمالها

### المسلسلات
- زنود الست
- الشام العدية (بيت جدي2)
- عنتره
- المحطة 30
- أيام اللولو ج1
- لوين

### في الدوبلاج
- البؤساء
- أنا وأختي
- ثعالبي الصغيرة

## روابط خارجية
- جهينة نعيم على موقع قاعدة بيانات الأفلام العربية